# Gwendoline Porter
Pour les articles homonymes, voir Porter.
Gwendoline Alice « Gwen » Porter (née le 25 avril 1902 à Ilford et décédé le 29 août 1993 à Battle) est une athlète britannique spécialiste du 100 mètres. Elle était affiliée au London Olympiades.

## Biographie

### Palmarès
| Date | Compétition           | Lieu        | Résultat | Performance |
| ---- | --------------------- | ----------- | -------- | ----------- |
| 1932 | Jeux olympiques d'été | Los Angeles | 3e       | 47 s 6      |

### Records
| Épreuve    | Performance | Lieu | Date |
| ---------- | ----------- | ---- | ---- |
| 100 mètres | 12 s 4      |      | 1932 |